# Le Héraut (journal béninois)
Le Héraut est un journal béninois d’information générale, d’analyse et de publicité fondé en 1988. Différentes rubriques sont abordées à travers les sujets traités : politique, société, culture, sport, environnement, agriculture.

## Histoire
Le Hérault est le tout premier journal estudiantin du Bénin et de l'Afrique de l'Ouest,,. 

## Description
Journal mensuel de 6 pages.